# AlSat-1
AlSat-1 è stato il primo satellite algerino. 
Il satellite è frutto della collaborazione fra Algeria e Regno Unito ed è stato realizzato dal Surrey Space Centre in collaborazione con il Centro nazionale di tecnologie spaziali algerino. Il lancio è stato effettuato il 28 novembre 2002 dal Cosmodromo di Pleseck con un razzo vettore Kosmos.
Il satellite, con una massa al lancio era di 90 Kg, è stato posto in orbita eliosincrona. AlSat-1, destinato all'osservazione terrestre, era equipaggiato con tre telecamere in grado di rilevare immagini nel vicino infrarosso, nel rosso e nel verde. Il satellite è stato operativo fino al 15 agosto 2010, quando è stato disattivato.